# Sankt Martin, Gmünd
Sankt Martin là một thị trấn ở huyện Gmünd trong bang Niederösterreich, ở nước Áo. Đô thị này có diện tích 49,34 km², dân số năm 2001 là 1177 người.